# Harald el Estirado
Strut-Harald o Harald el Estirado (m. 994) fue un semilegendario jarl subordinado que gobernó la región de Escania (actualmente sur de Suecia) a finales del siglo X (aproximadamente entre 975 y 986). Algunas sagas nórdicas le identifican como hijo de Gorm el Viejo, siendo hermano o hermanastro del rey de Dinamarca Harald Blåtand.
Según Snorri Sturluson, Strut-Harald era Jarl de Jomsborg en Wendland.
Strut-Harald fue padre de Sigvaldi Strut-Haraldsson y Thorkell el Alto, ambos prominentes miembros de los legendarios jomsvikings y luchó contra el jarl de Lade Håkon Sigurdsson de Noruega. También fue padre de otro varón llamado Hemming (m. 1014) y una hija Tove, quien casó con Sigurd Kappe de Bornholm.
Le sucedió Svein Tjugeskjegg en sus territorios de Escania.